# Bocenago
Bocenago – miejscowość i gmina we Włoszech, położona w dolinie Val Rendena, w regionie Trydent-Górna Adyga, w prowincji Trydent.
Według danych na rok 2004 gminę zamieszkiwały 372 osoby, 46,5 os./km².